# La Chapelle-d'Aligné
La Chapelle-d'Aligné é uma comuna francesa na região administrativa do País do Loire, no departamento de Sarthe. Estende-se por uma área de 33.04 km². Em 2010 a comuna tinha 1 723 habitantes (densidade: 52,1 hab./km²).